# Ласовська Євгенія Костянтинівна
Ласовська Євгенія Костянтинівна (26 лютого 1904 (за ін. даними — 1906), Копичинці, Галичина — 11 липня 1968 (за ін. даними — 1967), Париж, Франція) — українська оперна і камерна співачка (сопрано).

## Біографія
Народилася 1906 року в м. Копичинці (тепер Тернопільська область, Гусятинський район) у сім'ї залізничного урядовця. Її батько Костянтин був у Копичинцях диригентом хору в церкві св. Миколая «на Горі», активним громадським діячем. Любов до музики передав дочкам — Ользі, що стала пізніше матір’ю композитора Ігоря Соневицького, та Євгенії, яка стала професійною співачкою. Батько передчасно помер, і мати з трьома дітьми переїхала до Чорткова, де вона закінчила класичну гімназію. Тут звернули увагу на голос Євгенії і уфундували стипендію на студії співу у Львові.
У Львові голосом дівчини захопився відомий на той час у Польщі учитель співу професоро Заремба і вчив її безкоштовно. Коли ж він став директором Державної Консерваторії у Варшаві, забрав туди і свою найздібнішу ученицю.
У 1941 році одружилася з прославленим співаком із Скали-Подільської Мирославом Старицьким. Наступного року подружжя виїхало до Відня, де на деякий час Євгенія припинила концертні виступи, присвятивши себе домашньому життю і піклуванню про чоловіка, який вийшов на західноєвропейські сцени і потребував родинного вогнища й опіки у своїй важкій співацькій професії. «Я тільки те й роблю, що ладую та виладовую валізи, відвожу або зустрічаю Мирослава, — згадує Євгенія, — я мусила поступитися, щоб Мирослав здобув лаври». Її старання достойно оцінив Мирослав: «Якби не моя дружина, я би не зміг досягти таких успіхів, які маю».
Євгенія Ласовська започаткувала і витримала 10 років блискучої кар’єри на чужих сценах, бо за часів її діяльності українських співочих театрів не було.
Померла співачка в 1968 році (за ін. даними — 1967).

## Творчість
Після закінчення студій Євгенія Ласовська була атестована комісією, т. зв. ЗАСП (Звйонзек артистун сцен польських), після чого була ангажована як примадонна до оперного та опереткового театру в м. Бидгощ. Там співала головні ролі в операх та оперетах: «Осінні маневри», «Бал в опері», «Вікторія і Гузар», «Графиня Маріца», «Циганський барон», «Княжна чардаша» та ін. У наступний театральний сезон 1930— 1931 була запрошена до львівського Великого театру, де з успіхом виступала в ролі Еврідіки в опері Оффенбаха «Орфей у пеклі», Мюзетти в опері «Богема» Пуччіні.
Після Львова два театральні сезони провела у м. Вільно, куди була запрошена як примадонна опереткового театру. Співала головні ролі в оперетах «Ясноволосий циган», «Країна усміху», «Царевич», «Чар вальсу», «Паганіні», «Гарна Олена» та ін.

Місцева фахова критика називала нашу співачку «чаруючим соловейком» не тільки за її спів, а й за гру та небуденний сценічний темперамент і акторський талант. Між шанувальниками співачки були також брат Симона Петлюри — Олександр та українські студенти Віденського університету.
У 1934—1935 театральному сезоні Євгенія Ласовська знову повертається у Львів. Окрім виступів у театрі, давала самостійні концерти, виступала в українських імпрезах. Занедужавши в 1936 році, перервала працю в театрі. В 1939—1941 роках виступала постійно на Львівській радіостанції.

## Джерело
- Савка Б. Копичинці. Мандрівка через століття (Історичний нарис).— Тернопіль: Джура, 2001.— 580 с.
- Савка, Р. «Я трудилася заради його слави…» [Текст] : [про видатного співака М. Старицького та його дружину Є. Ласовську] / Р. Савка // Вісник Надзбруччя. – 2009. – 19 черв. – С. 4 : фото. – (Родом з Надзбруччя)